# Miturga catograpta
Miturga catograpta là một loài nhện trong họ Miturgidae.
Loài này thuộc chi Miturga. Miturga catograpta được Eugène Simon miêu tả năm 1909.